# Католски посол
Katolski Posoł (срп. Католички гласник), или пуним именом Katolski Posoł — Časopis katolskich Serbow (срп. Католички гласник — Часопис католичких Лужичких Срба), црквене су новине католичких Лужичких Срба из Горње Лужице. Издавач новина је лужичкосрпско Друштво Светих Кирила и Методија. Штампа се у издаваштву Домовине.

## Историја
Недјељник је основао 1863. године Михал Горник. Издаван је уз подршку друштвене и културне организације „Удружење католичких Лужичких Срба” (данашње Друштво Светих Кирила и Методија). За вријеме првог Синода обновљене епархије Мајсен 1923. године новине су оптужене за антицрквене трендове, послије чега су на приједлог свештеника Јакуба Скалија новине пребачене под контролу друштва Светог Кирила и Методија. Од 1939. године, када на власт у Њемачкој долазе нацисти, новине престају са радом. Тек 1950. године новине су повратиле лиценцу, јер су совјетска војна управа и власти Њемачке Демократске Републике имале негативан став према црквеној штампи.
Недјељно тираж новина је 2200 примјерака (подаци из 2008. године). Katolski Posoł су најраспрострањеније новине на горњолужичкосрпском језику.

## Уредници
- Михал Горник (1863—1881)
- Јакуб Скала (1882—1903)
- Миклауш Жур (1904—1906)
- Миклауш Жур (1908—1909)
- Јакуб Жур (1909—1910)
- Миклауш Жур (1914—1916)
- Миклауш Юст (1916—1924)
- Јозеф Новак (1927—1931)
- Михал Навка (1950—1959)
- Јозеф Новак (1959—1960)